# Nicholas Stone
Nicholas Stone (* 1583 in Exeter; † 24. August 1647 ebenda) war ein berühmter englischer Bildhauer und Architekt.

## Leben
Stone wurde in Exeter, Devonshire geboren und ging nach Amsterdam, wo er mit Hendrik de Keyser zusammenarbeitete und dessen Tochter heiratete. 1613 kehrte er nach England zurück und erwarb sich Ruhm – zunächst durch seine eleganten Grabmäler, später durch seine eindrucksvollen bildhauerischen Denkmäler und Figuren in den wichtigsten Kirchen Londons. Nach 1619 arbeitete er mit dem Architekten Inigo Jones zusammen und wurde 1632 Meisterbildhauer für die Krone. Sein späterer Stil neigte zum Naturalismus und zeigt den Einfluss der italienischen und klassischen Kunst. Die schwankende Qualität seiner Werke verrät, dass er viele Gehilfen beschäftigte. Stone war ein ausgezeichneter Handwerker und der wichtigste englische Bildhauer der ersten Hälfte des 17. Jahrhunderts. In seinem „Note Book“ und „Account Book“ hinterließ er eine Aufzeichnung seiner Tätigkeit.
Stone hatte drei Söhne:
- Henry (1616–1653), ging in die Lehre von Anthonis van Dyck und malte ein Porträt des englischen König Karl I.
- Nicholas (1618–1647), ging in die Lehre von Gian Lorenzo Bernini in Rom.
- John (1620–1667), Maler